# シャイニング娘。
『シャイニング娘。』（シャイニングむすめ。）は、師走の翁作の成人向け漫画。『COMIC阿呍』（ヒット出版社）において連載されていた。通称『シャイ娘。』
女性アイドル達が、性的に様々な陵辱を受けるというものである。タイトルの末尾が「娘。」となっていることからも解かる通り、女性アイドルの氏名は多くが「モーニング娘。」のメンバーがモデルとなっている。

## 主な登場人物

### シャイニング娘。初期メンバー
いずれも芸能事務所「アップ・チョッブ・リケッシー」に所属する。
矢内鞠（やうち まり）
本作の序盤における主人公。長澤ゆうこの後を継いでシャイ娘。のリーダーとなる。性的な経験豊富なふりをしているが、実は処女だったため、吉業に処女を奪われる。左の乳首が陥没していることをコンプレックスに思っていた。
阿部なつみ（あべ なつみ）
シャイ娘。におけるマザーシップ的存在。第4巻冒頭の記述によると「天使の血脈」を持つらしい。
椎田香檻（しいだ かおり）
メンバー随一の巨乳の持ち主。特技は交信（テレパシー）らしい。メンバー内ユニット「シャイポポ」のメンバー。
保陀刑（やすだ けい）
シャイ娘。一の武闘派。壱岐鞘華とのコンビ「千葉's」による必殺技「シャイニングコンチュアト」を持つ。吉業の真意をいち早く聞き出しており、そのため自らを含むシャイ娘。メンバーを、あえてテレビの公開生放送中に陵辱されるという状況に追い込む。
匣アイ（はこ あい）
槌ののみ（つち ののみ）
いずれも双子のようなマスコット的存在。矢内とともにユニット「ミニシャイ。」を結成する。
吉業ひとみ（よしわざ ひとみ）
性的欲求に関する不満を密かに解消することを生業としているカウンセラーとして登場。男性。きんぐ♂の依頼を受けて、シャイ娘。に関するカウンセリングを行うことになったが、シャイ娘。の大ファン（というよりヲタ）であったため、商売抜きでシャイ娘。メンバーに対する陵辱に走る。しかしそれらの陵辱は、実はシャイ娘。ファンの持つ性的な欲求がメンバーに対して負の影響を与えていることを解消するためのものであった。
本来は非常に大きな魔力を持つ悪魔であったが、第2巻の最後で上記の陵辱にまつわる人々の記憶を消すために自らの持つ魔力の大半を使い果たしたためカウンセラー業の継続が困難になった。そこで当座の働き口として、きんぐ♂の提案によりシャイ娘。メンバーとなる（ただしファンに対しては、吉業が実は男性であることは伏せられている模様）。
茶魅川梨禍（ちゃみがわ りか）
元々は吉業のアシスタントであり同様に悪魔であったが、吉業同様に魔力の大半を失ったためシャイ娘。メンバーになる。後に「シャイポポ」にも加入。

### シャイニング娘。卒業メンバー
作中で卒業の描写があったメンバー達である。
禍福田明日香（かふくだ あすか）
梨黒彩（なしぐろ あや）
いずれも結成時のメンバー。梨黒は某ドラマーと結婚して引退した模様。
壱岐鞘華（いちき さやか）
第2巻の最後でシャイ娘。を卒業。シンガーソングライターとして再出発するようである。
長澤裕子（ながさわ ゆうこ）
シャイ娘。の初代リーダー。第2巻の最後でのみ登場かと思いきや、「風俗ビル」で再登場している。
二翻巻（ごっとー まき）
シャイ娘。初期メンバーにおけるエース的存在だったが、第4巻時点でシャイ娘。を卒業しソロ活動に転じている。

### シャイニング娘。新メンバー
主に吉業・茶魅川以降にメンバー入りした者たちである。
マスク・ド・ニイザキ
鬼まこと（おーが まこと）
珠橋あい（たまはし あい）
焜炉あさみ（こんろ あさみ）
元々は魔界を裏切りシャイ娘。に走った吉業・茶魅川を始末するために魔界から送り込まれた「フォーフォースガールズ」を名乗る四人組。しかし吉業に敗れシャイ娘。の新メンバーとなる。
非冥エリ（ひめい えり）
密重さゆみ（みつしげ さゆみ）
華鉈れいな（かなた れいな）
不死本ミキの側近であり従者である「VI親衛隊（しっくすしんえいたい）」だった三人組。第6巻のラストで新メンバーとして加入する。
関節本ミキ（ふしもと みき）
シャイ娘。と同じ事務所に所属するアイドルだったが、一時表紙カバーにシャイ娘。メンバーとして登場。×浦あやと仲が良い。
胡桃小悪（くるみ こわる）
「月〆はらり（つきしめはらり）」のソロ名義でも活動している。同作者の番外編「ハルヨコイ」にて初登場。
逸見愛牙（いつみ あいが）
純全（ジュン・チャン）
嶺上（リン・シャン）
いずれも「シャイニング娘。番外編『娘。』のいる風俗ビル 4」にて初登場。

### ソロ・姉妹ユニット
シャイ娘。と同じ事務所に所属するアイドル達。
×浦あや（ばつうら あや）
シャイニング娘。の妹分としてデビューしたソロ歌手。第3巻後半以降における主人公。関節本ミキとは大の仲良し。
雛場貴子（ひなば あつこ）
番外編の「風俗ビル」シリーズで登場。初期に登場した稲葉山アツコ（いなばやま あつこ）と同一人物かと思われる。
魔枝有希（まえだ ゆき）
雛場と同じく「風俗ビル」シリーズで初登場。
奈野恵里奈（なの えりな）
新人のソロ歌手。「風俗ビル」シリーズで初登場。　
タンドリー娘。（たんどりーむすめ）
メンバーは輪廻（りんね）と薊（あざみ）。のちにパボダまいが加入。茶魅川が一時期レンタルされた。
バロン記念日（ばろんきねんび）
×浦と同じくシャイ娘。の妹分であるユニット。メンバーはデビュー時の4人で固定されている模様。
美乳伝（びにゅうでん）
茶魅川中心の新ユニット。他のメンバーは三文字絵梨香（みもじ えりか）と岡田π（おかだ ぱい）。
風俗ラッタス（ふうぞくらったす）
「風俗ビル」シリーズのみ登場。メンバーは吉業・茶魅川・焜炉（元シャイ娘。）パボダ（タンドリー娘。）と
漏永美記（もれなが みき）・古都有沙（こと ありさ）・澤菜由梨（さわな ゆり）・仙族みなみ（せんぞく みなみ）の合計八人。
メルティーウェイ
月〆はらり中心の三人組ユニット。メンバーは月〆（胡桃）と奇貨原沙弥香（きかはら さやか）に却川友（きゃっかわ ゆう）。

### JELLYS工房
「ゼリーズこうぼう」と読む。シャイニング娘。の後輩グループ。
島津佐紀（しまづ さき）
夏闇雅（なつやみ みやび）
武藤茉麻（むとう まあさ）
嗣陰桃子（つぐねが ももこ）
黙永千奈美（もくなが ちなみ）
熊美友理奈（くまび ゆりな）
菅山梨沙子（すがやま りさこ）

### °M-ute
「ミュート」と読む。JELLYS工房と同じくシャイ娘。の後輩グループ。
矢島涯美（やじま がいび）
梅えりか（うめ えりか）
鈴本愛理（すずもと あいり）
魔界千聖（まかい ちさと）
川中島早貴（かわなかじま さき）
鍵原舞（かぎわら まい）
有藁栞菜（ありわら かんな）

### その他
千石堂美佳（せんごくどう みか）
シャイ娘。のチーフマネージャー。実はシャイ娘。初代メンバーを選抜した「伽藍球ロックヴォーカリストオーディション」の落選者でもある。当初吉業にカウンセリングを依頼した際、メンバーの欲求に紛れ込ませる形で自分の欲求に関するレポートも提出していた。
きんぐ♂
シャイ娘。のプロデューサー。シャイ娘。メンバー達の欲求やゴタゴタを解消すべく、千石堂に『悪魔の館』を紹介する。
夏魔弓（なつ まゆみ）
シャイ娘。の担当振り付け師。
冥家みちよ（めいけ みちよ）
かつてシャイ娘。と同じ事務所に属していたソロ歌手。本編には登場せず、名前のみ出てくる。
不死本ミキ（ふしもと みき）
「不死王（ノーライフキング）」の異名を持つ魔界の王。関節本と同じ体を持つ。吉業の抹殺を狙っており、そのためにフォーフォースガールズを差し向けたり、従者達を使って×浦やシャイ娘。メンバーを拉致しファンの精力を奪ったりしている。